# Покровська церква (Кілія)
Храм Покрова Пресвятої Богородиці — старообрядницька церква в місті Кілія Одеської області. Належить Київської і всієї України єпархії Російської Православної старообрядницької церкви.

## Історія
Старообрядницька Покровська церква в Кілії була побудована в 1846 році з саману. Настоятелем цієї церкви був Авдей Кузьмін, в майбутньому став єпископом Тульчинським Алімпієм. У 1912 році при протоієрея Іоанна Кравцова навколо старої церкви почали споруджувати кам'яні стіни. У 1916 році будівництво було закінчено, стару церкву розібрали і винесли зсередини. Нову церкву освятив керуючий Ізмаїльської та Бессарабської єпархії Кирило (Политов).
До 1930 року була побудована нова дзвіниця заввишки в 51 метр, також збільшується розмір храму. У 1951—1954 роках при священнику Несторі Соловйові була зроблена огорожа навколо церкви.
Влітку 1998 року від удару кульової блискавки в храмі спалахнула пожежа, від якої згоріли всі дерев'яні конструкції, іконостас, восьмерик, покрівля трапезній частині і перекриття дзвіниці. Антимінс, освячений ще владикою Кирилом, вдалося врятувати. Через два тижні в будівлі колишнього церковного будинку була освячена церква на честь Введення в храм Пресвятої Богородиці. У грудні 2004 року відновлений Покровський храм був освячений.